# Movimiento identitario

Lambda, el símbolo del movimiento Identitario.

El Movimiento Identitario (también conocido como identitarismo) es un movimiento basado en el nacionalismo étnico de extrema derecha originario de Francia y presente principalmente en Europa y Norteamérica.
El identitarismo promueve conceptos como el tradicionalismo, el pan-europeísmo, el localismo, el etnopluralismo, la remigración o el Gran Reemplazo, y generalmente se oponen a la globalización, el multiculturalismo, la islamización y la inmigración extraeuropea.
Los identitarios comenzaron como un movimiento juvenil derivado de la Nouvelle Droite (Nueva Derecha) Génération Identitaire y del grupo de extrema derecha Unité Radicale. Aunque inicialmente fue el ala juvenil del Bloc Identitaire, ha adquirido su propia identidad y en gran medida está clasificada como una entidad separada. Algunos identitarios defienden explícitamente ideas de xenofobia y racismo, aunque la mayoría limita sus declaraciones públicas a un lenguaje más dócil. Fuertemente opuestos a la mezcla cultural, promueven la preservación de entidades etnoculturales homogéneas, generalmente excluyendo a los inmigrantes extraeuropeos y a los descendientes de inmigrantes. En 2019, el Movimiento Identitario fue clasificado por la Oficina Federal para la Protección de la Constitución como de extrema derecha.
El movimiento es parte de la contrayihad, que sostiene que el mundo occidental está siendo atacado por parte de los musulmanes. También cree en la teoría de la conspiración del genocidio blanco. y apoya el concepto de una "Europa de las 100 banderas". El movimiento se ha descrito como parte de la derecha alternativa global.
Su ideología es heredera de la Nouvelle Droite de Alain de Benoist, según el politólogo Cas Mudde, en cuanto que los identitarios «se presentan a sí mismos como un movimiento anti-68, opuesto al "marxismo cultural" y el "multiculturalismo de la "élite liberal izquierdista"». También ha adoptado las tesis del etnopluralismo de Benoist, de ahí que su principal objetivo es hacer frente a la presunta «islamización» de Occidente y revitalizar el índice de natalidad y la identidad de las naciones europeas —en palabras de Markus Willinger, uno de sus activistas clave, «no queremos que Mehmed y Mustafá sean europeos»—. Algunos periodistas afines los han llamado «fascistas hipsters». «Por otro lado, aunque rechazan las acusaciones de extremismo y violencia que se formulan contra ellos, a varios seguidores del movimiento se les ha acusado de amenazar a activistas de izquierda y a periodistas críticos, y la Oficina Federal para la Protección de la Constitución de Alemania tiene oficialmente bajo vigilancia a toda la organización porque cree que sus actividades "atentan contra el orden democrático liberal básico"».

## Geografía

### En Europa
El principal movimiento juvenil identitario es Génération identitaire en Francia, un ala juvenil del partido Bloc identitaire. El origen del capítulo italiano "Generazione Identitaria" se remonta a 2012.
 

En Suecia, el identitarismo ha sido promovido por una organización ahora inactiva llamada Nordiska förbundet, que inició la enciclopedia en línea de extrema derecha Metapedia. Luego movilizó una serie de "grupos de activistas independientes" similares a sus homólogos franceses, entre ellos Reaktion Östergötland e Identitet Väst, que realizaron una serie de acciones políticas, marcadas por un cierto grado de desobediencia civil. Un primer manifiesto de 24 páginas, destinado a definir el movimiento identitario en el norte de Europa, se publicó como Identitet och Metapolitik. Markus Willinger, un austriaco que escribió y publicó en 2013 un manifiesto titulado "Generación de identidad: una declaración de guerra contra el los 68ers ", (los 68ers son personas cuyas identidades políticas se ven como derivadas de los cambios sociales de los años sesenta). 

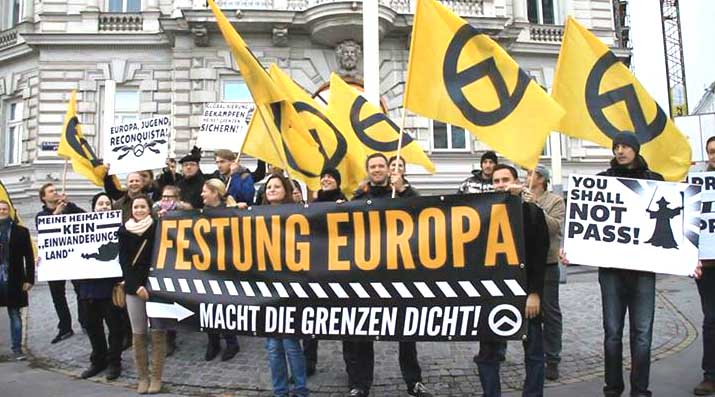
Identitarios alemanes manifestándose en Berlín en julio de 2016, Fortaleza Europa, en alemán: Festung Europa

El movimiento también apareció en Alemania convergiendo con círculos preexistentes centrados en la revista Blaue Narzisse y su fundador Felix Menzel, un artista marcial y excampeón de equipo alemán de kárate. Según Gudrun Hentges, quien luego trabajó para la Agencia Federal para la Educación Cívica, Felix Menze pertenece a la "élite del movimiento". Ha sido una "asociación registrada" (estatus legal para una asociación voluntaria registrada en Alemania) desde 2014. Recurriendo a los pensadores de la Nouvelle Droite y el movimiento revolucionario conservador como Oswald Spengler, Carl Schmitt o el ruso contemporáneo Aleksandr Duguin, jugó un papel para el surgimiento de las marchas de PEGIDA en 2014/15. El Movimiento Identitario tiene una estrecha vinculación con los miembros de la Nueva Derecha alemana, por ejemplo, con su miembro prominente Götz Kubitschek y su revista Sezession, para la cual Martin Sellner, orador identitario, escribe artículos. En agosto de 2016, los miembros del Movimiento Identitario de Alemania escalaron la emblemática Puerta de Brandenburgo en Berlín y colgaron una pancarta en protesta por la inmigración y la islamización percibida.
En octubre de 2017, las figuras clave del movimiento identitario se reunieron en Londres con el objetivo de iniciar operaciones en el Reino Unido y discuten la fundación de un capítulo británico como un "puente" para vincularse con movimientos radicales en los EE. UU. El 9 de marzo de 2018, Martin Sellner y su pareja Brittany Pettibone no pudieron ingresar al Reino Unido. La razón declarada fue que su presencia "no era propicia para el bien público". Antes de la prohibición, Sellner tenía la intención de pronunciar un discurso ante la Young Independence, el ala juvenil del Partido de la Independencia del Reino Unido (UKIP).

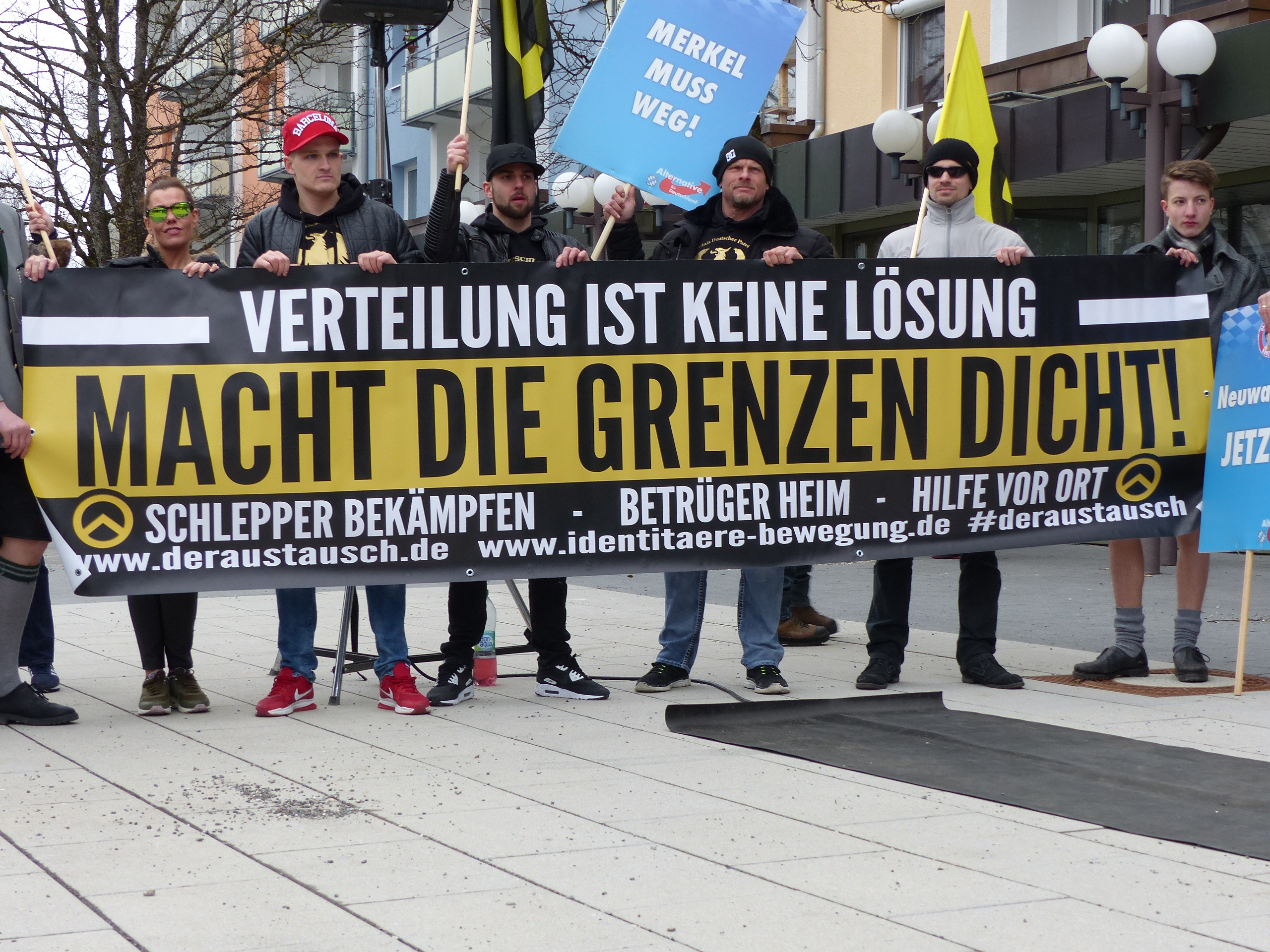
Pancarta del Movimiento Identitario en una Demostración de la Alternativa para Alemania (AfD) en Geretsried

### En Norteamérica
La Red de Jóvenes Tradicionalistas/Partido Tradicionalista de los Trabajadores se inspira en el Movimiento Identitario europeo según el Southern Poverty Law Center (SPLC) y la Liga Antidifamación (ADL). El movimiento Identity Evropa también se etiqueta como identitario y es parte de la extrema derecha. El Instituto de Política Nacional de Richard Spencer también es un movimiento nacionalista blanco que promueve una versión del identitarismo.
El 20 de mayo de 2017, dos marines estadounidenses fueron arrestados después de colgar una pancarta con un logotipo identitario de un edificio en Graham (Carolina del Norte) durante un evento confederado del Día de los Caídos. El Cuerpo de Marines de los Estados Unidos condenó enérgicamente el comportamiento e investigó el incidente.

## Relación con el neonazismo
De acuerdo con Christoph Gurk de Bayerischer Rundfunk, uno de los objetivos de los identitarios es hacer que el racismo sea moderno y esté de moda. El movimiento identitario de Austria ha invitado a grupos de extrema derecha de toda Europa, incluidos varios grupos neonazis, a participar en una marcha contra la inmigración, según Anna Thalhammer de Die Presse. También ha habido una colaboración identitaria con el activista nacionalista blanco Tomislav Sunić. La investigación de la politóloga Gudrun Hentges llegó a la conclusión de que el Movimiento Identitario está ideológicamente situado entre el Frente Nacional, la Nouvelle Droite y el neonazismo.